# Султанбаєво
Султанба́єво (рос. Султанбаево) — хутір у складі Сарактаського району Оренбурзької області, Росія.

## Населення
Населення — 15 осіб (2010; 16 у 2002).
Національний склад (станом на 2002 рік):
- башкири — 94 %